# 迪安娜·杜纳根
迪安娜·杜纳根（英語：Deanna Dunagan，1940年5月25日—），美国女演员。曾获得托尼奖最佳话剧女主角。参与电影《止水》。